# Bitwa koło Przylądka Świętego Wincentego (1780)
Bitwa koło Przylądka Świętego Wincentego – bitwa morska z 1780 roku, w której eskadra brytyjska adm. George’a Rodneya całkowicie rozbiła flotyllę hiszpańską dowodzoną przez adm. Juana de Lángarę.

## Wydarzenia
Rozpoczęte w 1779 roku przez siły hiszpańskie oblężenie Gibraltaru ubezpieczane było przez ich eskadry stacjonujące w Kadyksie (35 okrętów liniowych adm. Córdovy) i Algeciras (25 liniowców adm. Gastona). W związku z tym hrabia Sandwich, 1. lord Admiralicji, zorganizował duży, liczący 66 jednostek konwój, który miał zaopatrzyć Gibraltar i Minorkę (część statków podążała zaś do Indii Zachodnich). Silna eskorta pod dowództwem George’a Rodneya liczyła 22 okręty liniowe i 14 fregat.
7 stycznia statki udające się do Indii Zachodnich odpłynęły w eskorcie liniowca i trzech fregat. Następnego dnia eskadra angielska zauważyła zespół 22 jednostek, które musiały ją minąć w nocy. Był to hiszpański konwój z zapasami dla floty w Kadyksie, który został w całości zagarnięty po krótkim starciu. Ze zdobytych jednostek wydzielono 12 statków z żywnością, które w eskorcie 64-działowego liniowca „Prince William” wysłano do Gibraltaru.
Tydzień później Rodney, który dowiedział się o krążącej niedaleko eskadrze hiszpańskiej, okrążył przylądek Świętego Wincentego z okrętami przygotowanym do walki. 16 stycznia około godz. 13 dostrzeżono nieprzyjacielską flotyllę, składającą się z 11 okrętów liniowych i dwóch fregat. Była to część rozproszonej przez burze floty Córdovy. Jej dowódca, Juan de Lángara, skierował się ku Brytyjczykom, sądząc, że ma do czynienia z konwojem i licząc na łatwy łup – kiedy się zorientował w pomyłce, było za późno by uniknąć starcia. Rodney nakazał pościg i atak od strony zawietrznej, by odciąć Hiszpanom możliwość ucieczki do Kadyksu.
Bitwa rozpoczęła się ok. godz. 16. Trzy kwadranse później 70-działowy „Santo Domingo” wyleciał w powietrze. Około godz. 18 poddał się kolejny hiszpański liniowiec. Mimo zapadającego zmierzchu walkę kontynuowano, co było nietypowe w tym okresie, przy świetle księżyca (nazywana jest w źródłach angielskich Moonlight Battle). Do drugiej w nocy poddały się hiszpański okręt flagowy „Fenix” (80 dział), „Monarca” (70), „Princesa” (70), „Diligente” (70), „San Julian” (70) i „San Eugenio” (70). Te dwa ostatnie zdryfowały i rozbiły się na brzegu (lub też jeden z nich został odbity przez swoją załogę), ostatecznie w rękach angielskich pozostały cztery pryzy. Sztorm zagroził też rozbiciem kilku jednostek brytyjskich, w tym okrętu flagowego Rodneya, ale zdołały one odejść od brzegu na pełne morze. Ze względu na ospę panującą na HMS „Bienfaisant”, jego dowódca i adm. de Lángara (którego „Fenix” poddał się „Bienfaisant”) uzgodnili, że okręt flagowy hiszpański nie będzie obsadzony załogą pryzową, a będzie jedynie wykonywać rozkazy brytyjskiego oficera. W przypadku napotkania nieprzyjaciela los „Fenixa” miał być tożsamy z losem „Bienfaisant” – gdyby ten został zdobyty lub zatopiony, załoga „Fenixa” byłaby wolna; gdyby jednak uszedł atakowi, oficerowie i załoga hiszpańskiego okrętu winna uważać się wciąż za związanych słowem honoru jeńców brytyjskich, nawet w przypadku, gdy zostaliby uwolnieni przez własnych sojuszników.
Brytyjczycy stracili 32 zabitych i 102 rannych, w tym czterech oficerów; sześć okrętów odniosło uszkodzenia, głównie omasztowania. Hiszpanie stracili okręt liniowy, który wyleciał w powietrze z 600-osobową załogą i na pewno cztery okręty wzięte do niewoli (łącznie 2500 ludzi); los dwóch kolejnych jednostek jest niepewny.
Słabość eskadry hiszpańskiej i fakt, że dała się zaskoczyć, przyczynił się do jej rozbicia w połączeniu z ryzykowną decyzją brytyjskiego dowódcy, który wszedł między brzeg a okręty nieprzyjacielskie, byle tylko nie dopuścić do ich ucieczki. Ryzyko się opłaciło, bo z 11 hiszpańskich liniowców ocalały cztery. Rodney zaopatrzył twierdzę gibraltarską zapasami ze zdobytych hiszpańskich statków, wysłał konwój na Minorkę i wykonawszy swe zadania, udał się 13 lutego do Indii Zachodnich. Mimo – teoretycznie – większej siły swojej eskadry (25 liniowców) adm. Córdova nie próbował ataku na siły Rodneya. Jedną z przyczyn sukcesu brytyjskiego admirała był fakt, że jego okręty, jako jedne z pierwszych we flocie brytyjskiej, miały dna obite miedzianą blachą, co dawało im większą prędkość, która okazała się decydująca w obydwu starciach w styczniu 1780 roku.